# فيفيان جوفاني
فيفيان جوفاني (بالإنجليزية: Vivian Jovanni)‏، مواليد 17 أغسطس 1995 في هيوستن، تكساس، هي ممثلة أمريكية. معروف بتصوير دور سيارا برادي في المسلسل التلفزيوني إن بي سي، أيام حياتنا (2015–2017).

## روابط خارجية
- فيفيان جوفاني على موقع IMDb (الإنجليزية)
- فيفيان جوفاني على موقع روتن توميتوز (الإنجليزية)
- فيفيان جوفاني على موقع قاعدة بيانات الفيلم (الإنجليزية)
- فيفيان جوفاني على موقع كينوبويسك (الروسية)